# Gewelltblättriges Gabelzahnmoos
Das Gewelltblättrige Gabelzahnmoos (Dicranum polysetum) ist ein Laubmoos aus der Familie der Dicranaceae.

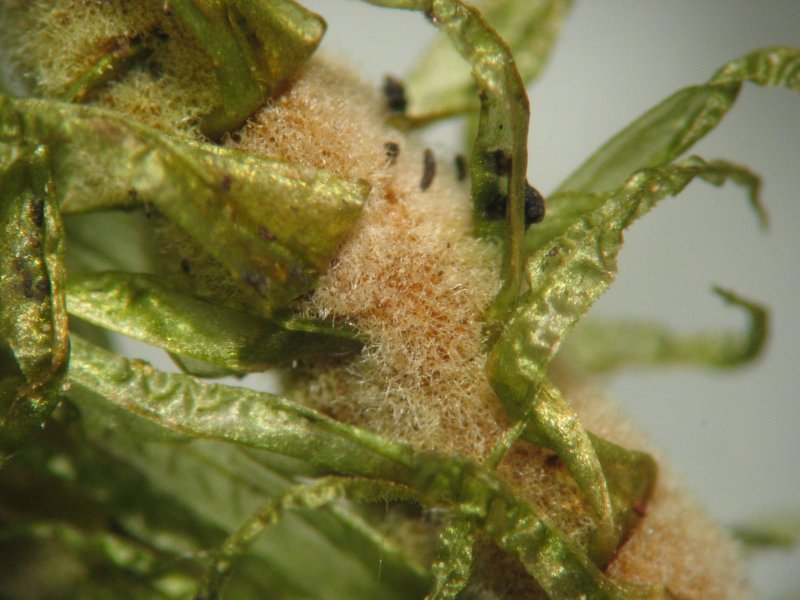
Dichter Rhizoidfilz

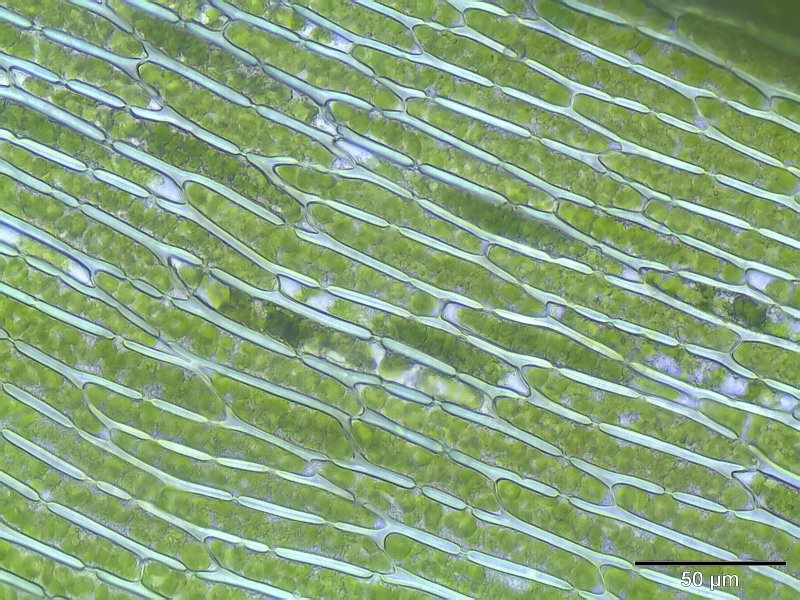
Getüpfelte Laminazellen bei 400-facher Vergrößerung

## Vorkommen
Dieses Laubmoos besiedelt bevorzugt nährstoffarme, neutral bis schwach saure Torf-, Humus- oder Sandböden. Es ist in Heiden, Moor- oder Kiefernwäldern, seltener auf Silikat- oder Kalkfelsen zu finden. Typische Begleitmoose sind Gewöhnliches Gabelzahnmoos (Dicranum scoparium), Schönes Widertonmoos (Polytrichum formosum), Rotstängelmoos (Pleurozium schreberi), Gemeines Grünstängelmoos (Scleropodium purum) und Heide-Schlafmoos (Hypnum jutlandicum).
Das Gewelltblättrige Gabelzahnmoos ist momentan in Europa durch die Zerstörung von lichtreichen, mageren Gehölzformationen und durch erhöhte Nährstoffeinträge aus der Landwirtschaft und der Luft im Rückgang begriffen. In neuerer Zeit wurden nur noch selten fruchtende Pflanzen beobachtet.

## Merkmale
Dicranum polysetum wächst in gelblich-grünen Rasen. Sporogone werden pro Perichaetium meist in kleinen Gruppen bis zu fünft gebildet. Die winzigen männlichen Pflänzchen sind im Rhizoidfilz der weiblichen verborgen. Die weiblichen Pflanzen sind mit einem weit nach oben reichenden, braunen Rhizoidfilz besetzt. Die Blätter sind charakteristisch querwellig, schwach einseitswendig und unregelmäßig gesägt. Die Rippe endet vor der Spitze und hat auf der Unterseite zwei typische hervorstehende Lamellen.